# Parafia św. Kazimierza w New Bedford
Parafia św. Kazimierza w New Bedford (ang. St. Casimir's Parish) – parafia rzymskokatolicka położona w New Bedford w stanie Massachusetts w Stanach Zjednoczonych.
Była jedną z wielu etnicznych, polonijnych parafii rzymskokatolickich w Nowej Anglii z mszą św. w j. polskim dla polskich imigrantów.
Parafia została poświęcona św. Kazimierzowi Jagiellończykowi.
Ustanowiona w 1927 roku.
Parafia została zamknięta w 2000 roku w związku z przejściem na emeryturę jej długoletniego proboszcza, ks. Henryka Kropiwnickiego. W 2008 roku, dawny budynek kościoła został zakupiony przez Irmandade do Divino Espirito Santo do Pico (pol. Bractwo Bożego Ducha Świętego Pico Inc.), portugalsko-amerykańską religijną i kulturalną grupę, do wykorzystania jako Social Club.